# Caddetou
Caddetou est un personnage de bande dessinée créé par Ernest Gabard en 1907. Il illustre le cadet béarnais naïf et roublard de la fin du XIXe siècle. Plusieurs albums sont édités sous la forme de cartes postales, avec une légende en béarnais et une traduction en français.

## Albums
Le premier album publié par Ernest Gabard se nomme « Las Heytes de Caddetou » (Les Aventures de Caddetou), avec 25 planches. Avec le succès immédiat de ce premier album, Ernest Gabard réalise des séries de cartes postales humoristiques : « Caddetou que s'y tourne » (Caddetou se remarie), « Caddetou que s'y ey tournat » (Caddetou s'est remarié), « Bibe la France » (Vive la France), « Caddetou que-s hé « tira » » (Caddetou se fait photographier). Ernest Gabard réalise également l'album « Lou roplane » en lien avec les débuts de l'aviation sur la plaine du Pont-Long en 1909, l'album est publié pour la première fois en 1980 dans le recueil « Les Aventures de Caddetou » par Jean-Louis Maffre.